# Смыков (Ровненская область)
Смыков (укр. Смиків) — село в Боремельской сельской общине Дубенского района Ровненской области Украины.
До 2020 года входило в Демидовский район.
Население по переписи 2001 года составляло 25 человек. Почтовый индекс — 35210. Телефонный код — 3637. Код КОАТУУ — 5621480718.